# Use Your Illusion I
Use Your Illusion I is het derde studioalbum van de Amerikaanse rockband Guns N' Roses, uitgegeven in 1991. Het werd tegelijk uitgegeven met het album Use Your Illusion II. Deze worden vaak als een dubbelalbum gezien, dit is echter niet het geval bij deze albums. Bekende nummers van dit album zijn: November Rain, Live and Let Die en Garden of Eden.
De twee mannen op de gele hoes zijn ontleend aan een schilderij van Rafaël: "School van Athene". Dit was lange tijd ongeweten omdat de mannen op de minder bekende rechterkant van het schilderij staan en niet op het centrale gedeelte waar we Plato en Aristoteles terugvinden.

## Tracklist
1. Right Next Door to Hell - 3.02
2. Dust N Bones - 4.58
3. Live and Let Die - 3.04
4. Don't Cry - 4.45
5. Perfect Crime - 2.24
6. You Ain't the First - 2.36
7. Bad Obsession - 5.28
8. Back Off Bitch - 5.04
9. Double Talkin' Jive - 3.24
10. November Rain - 8.57
11. The Garden (met Alice Cooper) - 5.22
12. Garden of Eden - 2.42
13. Don't Damn Me - 5.19
14. Bad Apples - 4.28
15. Dead Horse - 4.18
16. Coma - 10.13

## Musici
- Axl Rose
- Slash
- Izzy Stradlin
- Duff McKagan
- Matt Sorum
- Dizzy Reed

## Extra musici
- Shannon Hoon
- Johann Langlie
- Matthew Mckagan
- Jon Trautwein
- Rachel West
- Robert Clark
- Tim Doyle
- Michael Monroe
- Stu Bailey
- Reba Shaw
- Alice Cooper
- West Arkeen
- Mike Clink
- Bruce Foster
- Susanne Filkins
- Patricia Fuenzalida
- Rose Mann
- Monica Zierhut-Soto
- Michelle Loiselle
- Diane Mitchell